# Ríkharður Jónsson
Ríkharður Jónsson (Akranes, 12 novembre 1929 – 14 febbraio 2017) è stato un allenatore di calcio e calciatore islandese, di ruolo attaccante.
È secondo per numero di reti (17) con l'Islanda: è stato il miglior marcatore dell'Islanda tra l'agosto del 1962 e l'ottobre 2007, quando è raggiunto e superato da Eiður Guðjohnsen.

## Carriera

### Nazionale
Il 24 luglio 1947 esordisce contro la Norvegia (2-4). Il 24 agosto 1954 gioca la sua prima partita da capitano contro la Svezia (3-2), segnando anche un gol. Gioca altre 23 partite da capitano, segnando anche una doppietta il 12 agosto 1962 contro l'Irlanda (4-2), in un incontro valido per le qualificazioni al campionato europeo di calcio 1964.

## Palmarès

### Giocatore

#### Competizioni nazionali
- Campionato islandese: 7

Fram Reykjavik: 1947
ÍA Akranes: 1951, 1953, 1954, 1957, 1958, 1960